# Butterfly (nave mercantile)
Il Butterfly (già Suevier) è stato un piroscafo da carico italiano (ed in precedenza belga), violatore di blocco durante la seconda guerra mondiale.

## Storia
Costruita nel 1920 nei cantieri Bartram & Sons di Sunderland per la compagnia belga Lloyd Royal Belge, con sede ad Anversa, come Suevier, la nave era un piroscafo da carico da 4983 tonnellate di stazza lorda ed apparteneva al tipo standard «B», una classe di navi da carico standard progettate durante la prima guerra mondiale.
Nel 1932 il Suevier venne acquistato dalla Società anonima Industrie Navali (INSA), con sede a Genova: ribattezzato Butterfly, il piroscafo venne iscritto al Compartimento marittimo di Genova con matricola 1798. In seguito a modifiche apportate negli anni la stazza lorda aumentò a 5127 tsl.
All'ingresso dell'Italia nel secondo conflitto mondiale, il 10 giugno 1940, il Butterfly, al comando del capitano Canevelli, si trovava a Recife (Pernambuco), in Brasile, dove rimase inattivo per circa un anno.
Nel frattempo lo Stato Maggiore della Regia Marina aveva proposto ed ottenuto di mettere a punto un piano per far forzare il blocco alleato da parte dei mercantili rifugiati nelle nazioni neutrali più benevole nei confronti dell'Italia (Spagna, Brasile e Giappone) e farli giungere a Bordeaux, base atlantica italiana (Betasom) nella Francia occupata: le navi sarebbero passate sotto il controllo delle forze tedesche, mentre i carichi (ancora a bordo da quando, dopo la dichiarazione di guerra, si erano rifugiate nei porti neutrali) sarebbero stati trasferiti in Italia via terra. Dopo la trasmissione delle istruzioni da seguire per la partenza ed il viaggio, era stata organizzata la partenza dei vari mercantili, iniziando dalla Spagna continentale, dalla quale, tra il febbraio ed il giugno 1941, si trasferirono a Bordeaux i mercantili Clizia, Capo Lena ed Eugenio C.. Era poi stato organizzato il trasferimento delle navi che si trovavano nelle Canarie: tra aprile e giugno si erano trasferiti in Francia i mercantili Capo Alga, Burano, Todaro, Ida ed Atlanta, mentre erano andate perdute le navi cisterna Recco, Sangro e Gianna M. ed il piroscafo Ernani. Toccò quindi alle navi bloccate in Brasile (al largo delle cui coste stazionavano numerose navi da guerra britanniche): in quelle acque stazionavano il transatlantico Conte Grande, due navi cisterna e 15 navi da carico. Per mezzo dell'addetto navale in Brasile, capitano di fregata Torriani, e del suo vice, tenente di vascello Di Vicino, Supermarina contattò i comandanti delle varie navi e scelse quelle adatte ad affrontare una traversata oceanica che le portasse nella Francia occupata: allo scopo vennero selezionati cinque piroscafi, la motonave Himalaya, giunta dall'Eritrea, e due navi cisterna, mentre le restanti undici navi, giudicate in condizioni non idonee ad una lunga navigazione, vennero lasciate in Brasile. Per prime, il 28 marzo, furono fatte partire le due navi cisterna: la Frisco, giunta indenne a Bordeaux, e la Franco Martelli, silurata ed affondata da un sommergibile britannico durante la navigazione.
Tre mesi più tardi, tra il 28 ed il 29 giugno 1941, lasciarono i porti di Recife e Belém i piroscafi XXIV Maggio, Butterfly e Monbaldo. Alle 23.30 del 29 giugno il Butterfly, con a bordo un carico di 1024 tonnellate di merci varie (tra cui 200 tonnellate di gomma), salpò da Recife contemporaneamente al XXIV Maggio, poi le due navi si divisero e presero il largo. Nonostante la partenza fosse stata svolta nella maniera il più possibile accorta, informatori britannici ne ebbero subito notizia ed immediatamente dopo la partenza delle navi Berlino intercettò un messaggio radio inviato da Montevideo all'ammiragliato britannico: «Pernambuco informa che i piroscafi italiani Butterfly e XXIV Maggio sono usciti alle 23.30». Una volta che la nave giunse al largo, l'ufficiale radiotelegrafista provvide, insieme a due marinai, ad sistemare le antenne radio, ma nel farlo uno dei due marinai cadde dalla coffa dell'albero di trinchetto sul ponte di coperta, rimanendo ucciso sul colpo. Per questa ragione il Butterfly dovette invertire la rotta e rientrare in porto, ove il corpo della vittima venne riconsegnato alle autorità locali; evase le pratiche necessarie, la nave ripartì diretta a Saint Nazaire (a differenza della maggior parte degli altri violatori di blocco, che invece raggiungevano Bordeaux). Giunta la nave al largo, l'equipaggio iniziò, come da ordini ricevuti, l'opera di camuffamento, che doveva far apparire il Butterfly simile al piroscafo panamense Penelope. Dato che alcune settimane prima un altro violatore di blocco, il piroscafo Ernani, in navigazione dalle Canarie a Bordeaux camuffato da norvegese Enggano, era stato silurato ed affondato accidentalmente da un U-Boot tedesco, l'11 luglio il comando della base sommergibilistica di Betasom, onde evitare altri incidenti di questo tipo, inviò ai sommergibili italiani operanti nell'Atlantico il messaggio: «At sommergibili Malaspina, Finzi, Bianchi, Torelli, Barbarigo et Bagnolini punto eventuale incontro con seguenti navi in arrivo noti porti alt Mombaldo truccato come inglese Costelmoor alt XXIV Maggio come Australind alt Butterfly come panamense Penelope». Alcuni giorni più tardi il comandante Canevelli decise, per sicurezza, di cambiare camuffamento: la nave venne riverniciata in vari punti, e furono realizzati e collocati in posizione numerosi cannoncini e mitragliere fittizie (in legno compensato) al pari di alberetti e finte tughe, in maniera tale da far assomigliare il Butterfly ad una corvetta britannica. Il viaggio fu particolarmente tranquillo, e la nave, una volta giunta al largo della costa francese, venne ricevuta da due cacciatorpediniere tedeschi, che la scortarono indenne a Saint Nazaire, ove arrivò nel tardo pomeriggio del 29 luglio 1941.
Successivamente, tuttavia, la nave passò sotto il controllo delle forze tedesche, che intendevano trasferirlo in Mar Baltico, violando il blocco britannico del canale della Manica. Allo scopo la nave venne munita di numerosi cannoni e mitragliere contraeree, imbarcando 36 uomini della Flak, addetti alla gestione di tale armamento.
Il 27 aprile 1943, nottetempo, il Buttefly, ancora comandato dal capitano Canevelli e con a bordo gran parte dell'equipaggio italiano, lasciò Le Havre scortato da alcune vedette tedesche, per passare il canale della Manica. Dopo il superamento dell'isola di Ouessant la scorta venne rinforzata con l'arrivo di altre vedette: in totale scortavano il Butterfly i cacciasommergibili UJ 1402 e UJ 1403, il dragamine M 4014 e le unità minori V 423 e V 722. Tutte le vedette erano in continua osservazione, dato che ci si aspettava un attacco nemico. Alle tre di notte (o 2.50) del 27 aprile le navi italo-tedesche, in navigazione vicino alla costa una sessantina di miglia a nord/nordest di Ouessant, vennero attaccate dai cacciatorpediniere britannici Goathland ed Albrighton e da sette tra motocannoniere tipo MGB e motosiluranti tipo MTB, inviate ad intercettare il convoglio: il fuoco avversario fu diretto soprattutto contro il Butterfly, che si cercò di separare dalla scorta. La nave venne subito colpita ripetutamente in plancia, in sala macchine e nei ponti inferiori, con gravi danni, morti e feriti: le tubature dell'acqua e del vapore vennero distrutte, impedendo di domare o circoscrivere i numerosi incendi scoppiati, mentre il personale tedesco perì quasi al completo ai propri posti, con l'armamento distrutto e reso inutilizzabile. Un proiettile pose fuori uso il timone, rendendo ingovernabile il piroscafo, che iniziò a roteare su se stesso: il comandante Canevelli ordinò allora di abbandonare la nave. Mentre gli ultimi proiettili andavano a segno a poppa ed a centro nave, i superstiti si tuffarono in mare o s'imbarcarono sull'unica scialuppa danneggiata solo parzialmente. A bordo del relitto in fiamme ed alla deriva del Butterfly, che stava iniziando ad affondare, scosso da ripetute esplosioni, rimasero il comandante Canevelli, il primo ed il secondo ufficiale, il direttore di macchina ed otto artiglieri tedeschi: quando la nave, scossa da un'ultima e più violenta esplosione, s'inabissò in breve (erano le sei del mattino), i dodici uomini salirono su uno zatterone.
Nel combattimento fu affondato anche un cacciasommergibili tedesco della scorta, l'UJ 1402, mentre da parte britannica andarono perdute due motosiluranti, mentre il cacciatorpediniere Goathland ricevette alcuni danni e l'Albrighton ebbe 8 morti e 25 feriti.
Le vedette tedesche (l'unità caposcorta, dopo la morte del comandante, era la V 722) recuperarono i superstiti del Butterfly e fecero rotta su Saint-Malo, il sorgitore più vicino, ma mentre le unità procedevano alla massima velocità si verificò un nuovo attacco, con bombardamento e mitragliamento, da parte di alcuni bombardieri inglesi: tre velivoli vennero abbattuti, mentre a bordo delle vedette tedesche si ebbero ulteriori danni, vittime e feriti. Il 28 aprile, nel tardo pomeriggio, le unità raggiunsero Saint-Malo, dove morti e feriti vennero sbarcati e caricati sulle ambulanze, trasferendosi poi a Brest. Tra l'equipaggio italiano del Butterfly si registrarono 11 tra morti e dispersi.